# Всеволожск (микрорайон)

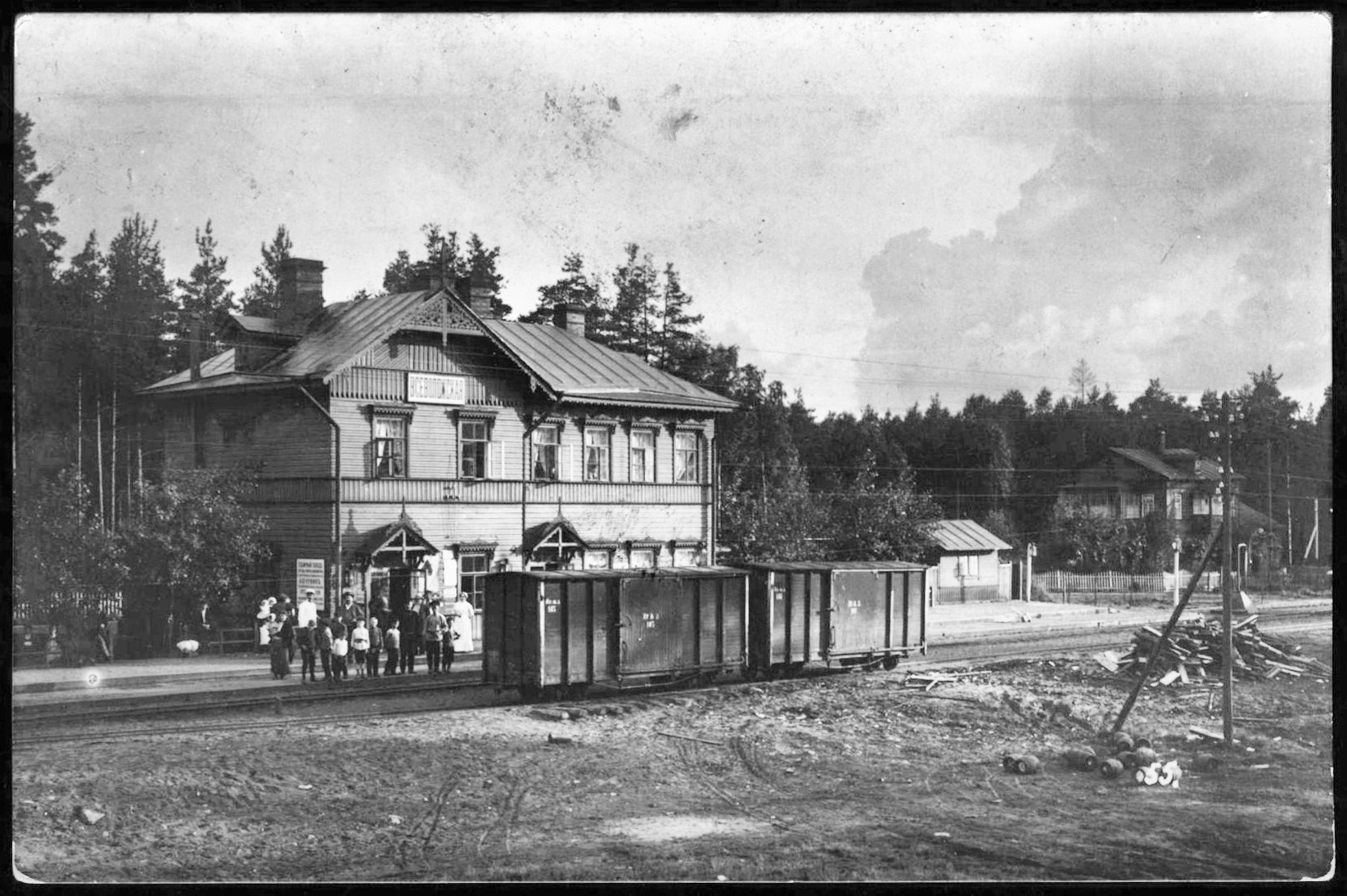
Станция Всеволожская. 1910-е годы

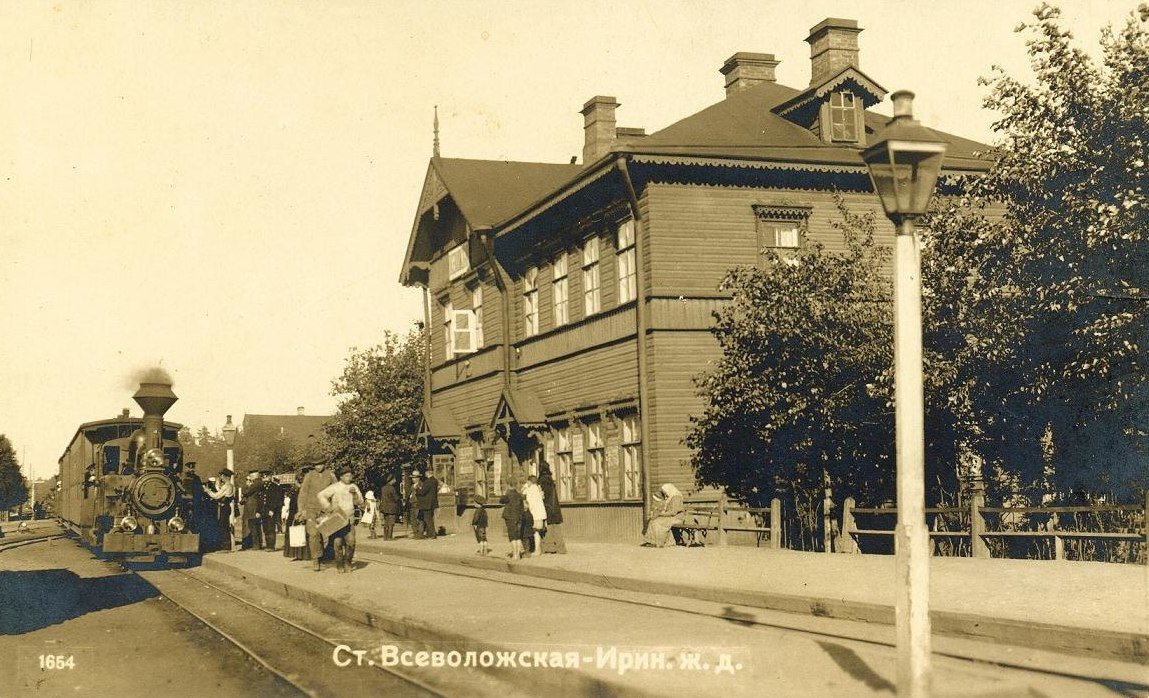
Станция Всеволожская. 1910-е годы

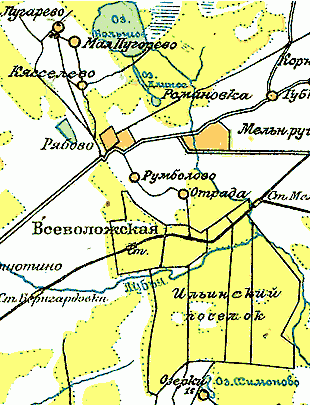
Станция Всеволожская и окружающий её дачный посёлок на карте 1928 г.

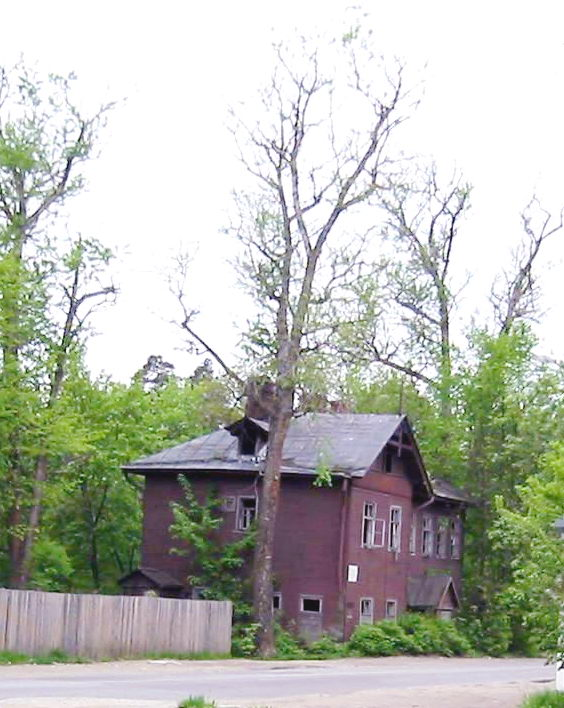
Здание бывшего вокзала станции Всеволожская. 2006 г. (утрачено)

Памятник В. А. Всеволожскому на пересечении Всеволожского и Октябрьского проспектов.

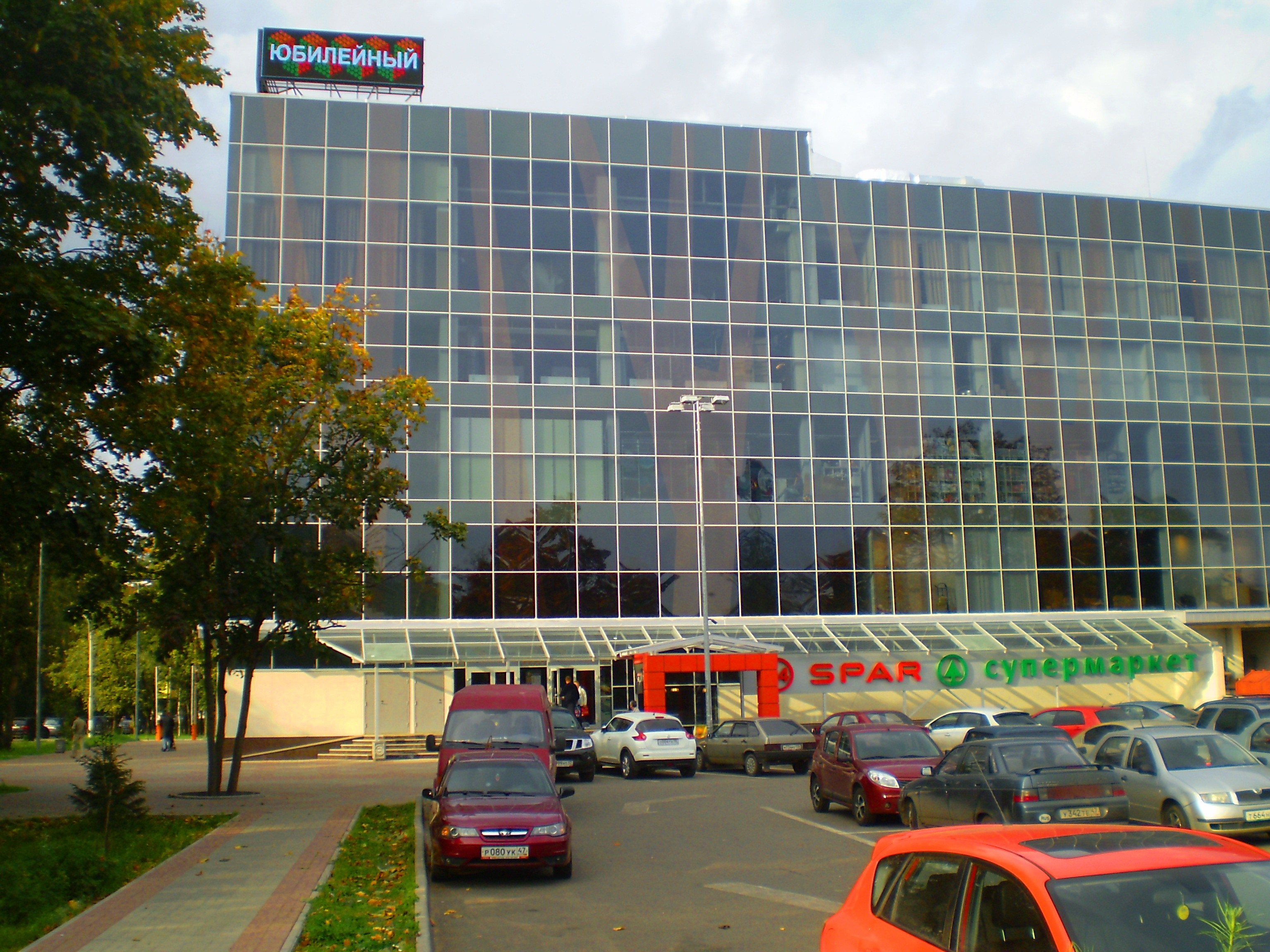
Торговый центр на пересечении Всеволожского и Октябрьского проспектов.

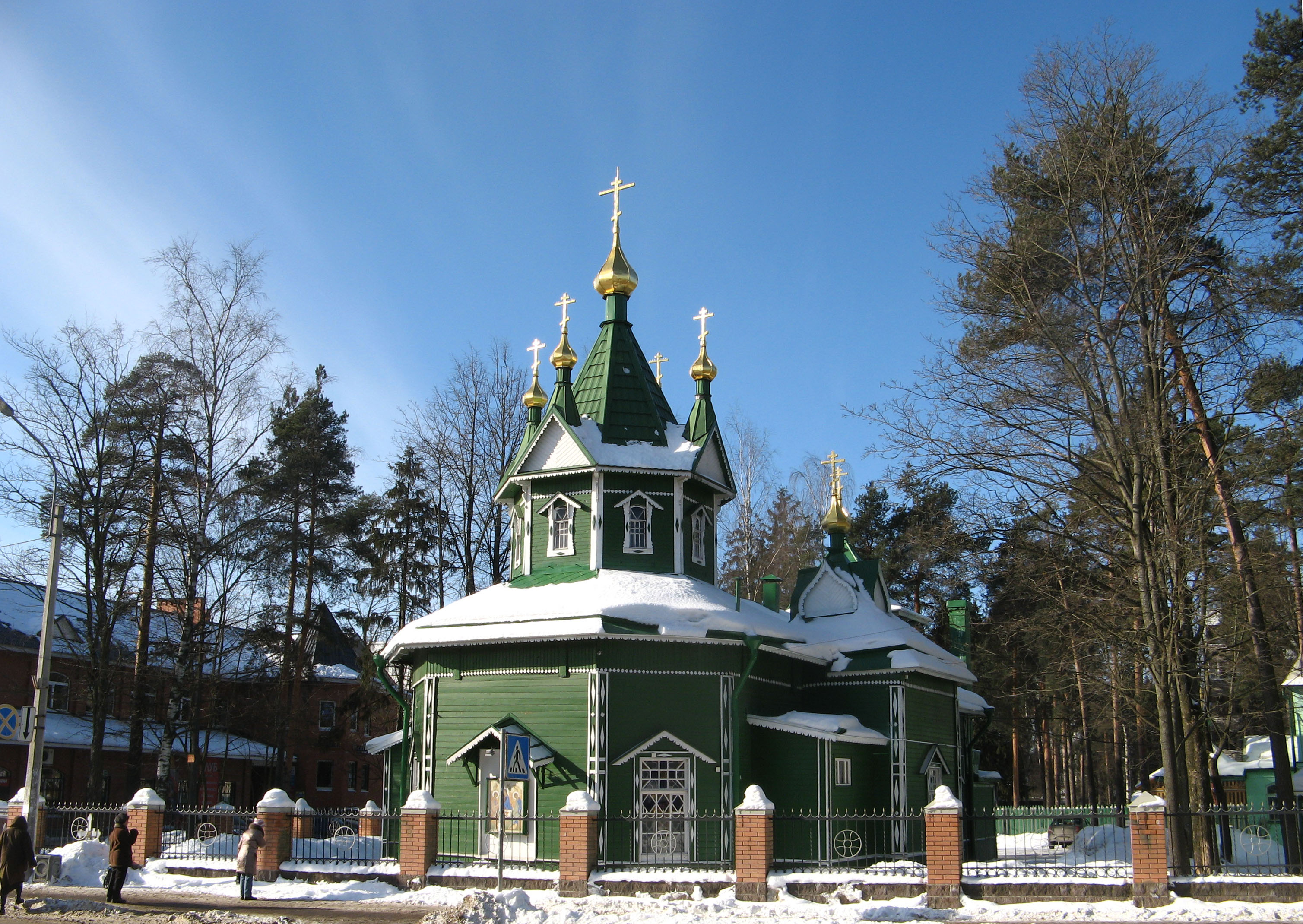
Церковь Пресвятой Троицы на Всеволожском проспекте

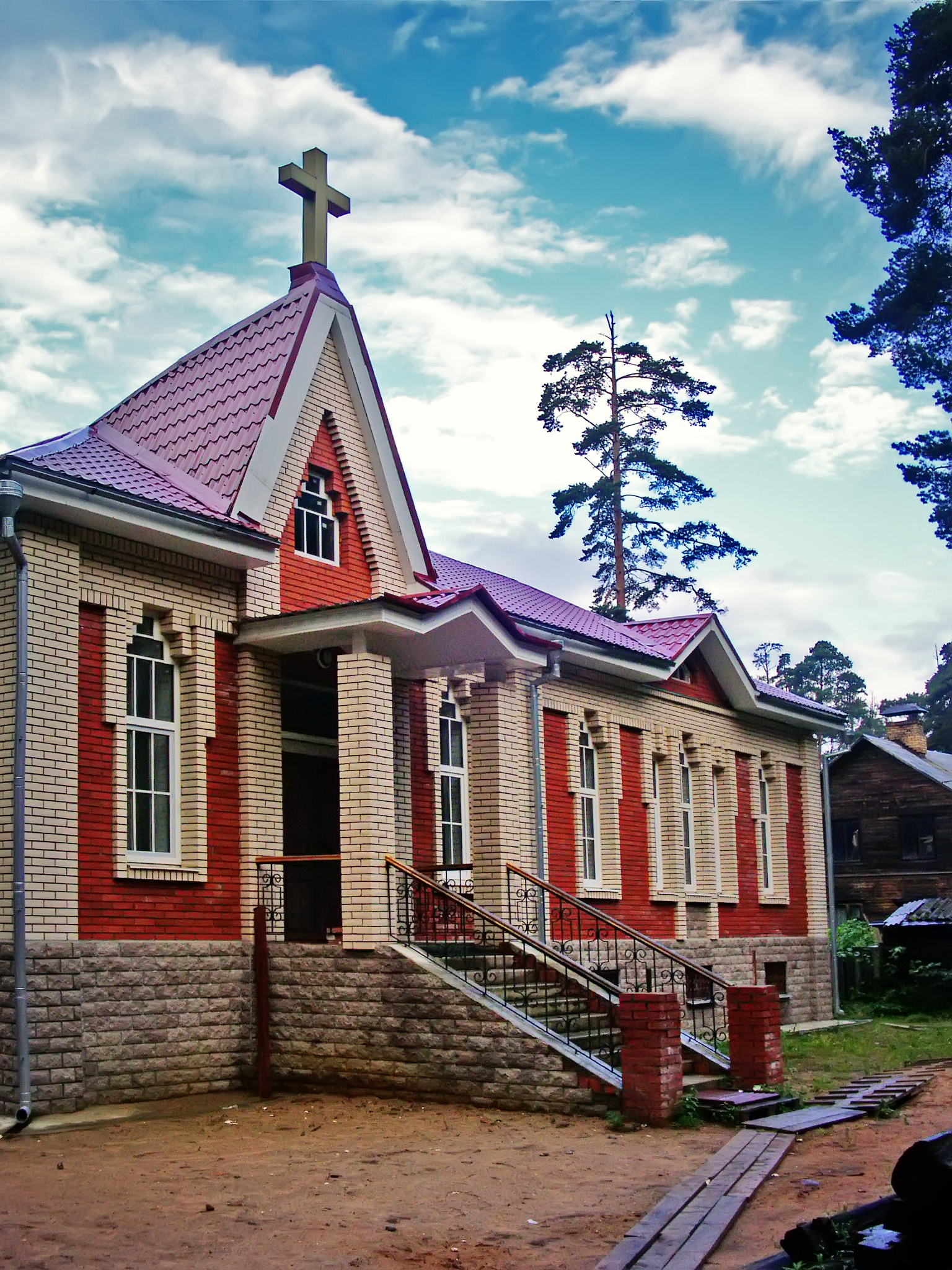
Церковь евангельских христиан-баптистов на Павловской улице

Все́воложск (также Центр, Центральный) (фин. Seuloskoi) — микрорайон города Всеволожска, находится в его центральной части, бывший дачный посёлок Всеволожский.

## Геологические особенности
Земли микрорайона сложены кембрийскими осадками, перекрытыми мореной, ленточными глинами, супесями и песками.

## Географическое положение
Расположен в равнинной части города на территории, ограниченной с севера микрорайоном Котово Поле, с запада — микрорайоном Бернгардовка (от начала Октябрьского проспекта), с юга — рекой Лубья, и с востока — микрорайоном Мельничный Ручей (по Колтушскому шоссе, улицам Рябовской и Нагорной). Высота центра микрорайона — 25 м.
Перекрёсток Октябрьского и Всеволожского проспектов, место старого расположения станции Всеволожская, является историческим ядром, с которого началось строительство города Всеволожска.
| Ближайшие микрорайоны      | Ближайшие микрорайоны | Ближайшие микрорайоны    |
| -------------------------- | --------------------- | ------------------------ |
| Северо-запад: Бернгардовка | Север: Котово Поле    | Северо-восток: Румболово |
| Запад: Бернгардовка        |                       | Восток: Мельничный Ручей |
| Юго-запад: Питомник        | Юг: Парк Кенша        | Юго-восток: Ильинский    |

## История

### Дачный посёлок (1896—1938)
Название происходит от фамилии представителя старинного дворянского рода Всеволожских — Павла Александровича Всеволожского, владельца соседней мызы Рябово и одного из устроителей Ириновской железной дороги.
Местность, на которой впоследствии возникнет микрорайон, долгое время пустовала. На картах 1860-х годов показаны лишь дороги из Приютина в мызу Рябово (сейчас улица Волковская) и из Приютина в Хуозу (Отрада) (сейчас улица Баркановская) по краям лесного массива, через который позднее пройдёт узкоколейная железная дорога.
После открытия в 1892 году железнодорожного сообщения между Ириновкой и Санкт-Петербургом, одной станции «Рябово» вблизи имения Всеволожских оказалось недостаточно, поэтому для удобства высадки пассажиров в 1895 году была устроена ещё одна станция, которой по фамилии землевладельца было дано название «Всеволожская».
Был построен деревянный вокзал, который через год сгорел, но в 1896 году был построен новый, просуществовавший до 2007 года.

ВСЕВОЛОЖСКАЯ — полустанция Ириновской жел. дороги 1 двор, жителей — 1 м. п. (1896 год)

Итак, в 1896 году в посёлке Всеволожском был всего один житель. Административно он относился к Рябовской волости Шлиссельбургского уезда Санкт-Петербургской губернии.
Ввиду удачного расположения в сухом сосновом лесу и петербургской моды на загородный отдых, вокруг новой станции на землях, проданных под застройку Павлом Александровичем Всеволожским, возник дачный посёлок, который в дальнейшем разросся до границ соседних, более старых поселений на западе и востоке.
Несмотря на размеры, дачный посёлок при станции Всеволожская на картах как населённый пункт долгое время не обозначался.
В 1908 году открылась народная библиотека из 2300 томов, собранная священником В. И. Сердюком.
В 1909 году в посёлке открылась первая земская одноклассная школа. В том же году врач лейб-гвардии Преображенского полка Александр Юлиусович Буш открыл в своём доме на Варшавской улице приют для девочек — сирот врачей в память своей рано умершей дочери Надежы. Сейчас в нём располагается Отдел по вопросам миграции УМВД России по Всеволожскому району.
Большой популярностью среди отдыхающих пользовался в те годы летний театр Софии Владиславовны Кяо, располагавшийся на Заводской улице, близ станции Всеволожская — в нём начинал свою театральную карьеру Народный артист СССР К. В. Скоробогатов.
В 1913 году в посёлке открылся ночлежный дом Е. З. Трубинова.
До 1913 года, торговыми помещениями в посёлке владел А. А. Иванов-Левшин, а с 1914 года владельцем мясной, мучной, хлебной и зеленной лавок стал его бывший арендатор Александр Иванович Желдыбин.
Накануне Первой мировой войны в посёлке приобрела участок для дачи ставшая впоследствии известной советской писательницей Ольга Форш.
В феврале 1918 года была образована Всеволожская волость, выделившаяся из состава Рябовской волости, но в 1919 году волости вновь объединились, и Всеволожский волостной Совет был упразднён.
Рябовская волость с центром в посёлке Всеволожском была образована в начале 1918 года и до декабря 1922 года входила в состав Шлиссельбургского уезда, затем в состав Ленинградского уезда, ликвидирована в июне 1924 года, а её территория вошла в состав Ленинской волости.
По данным переписи 1920 года, национальный состав населения Рябовской волости выглядел следующим образом:
- русские — 2083 (49,47 %)
- финны — 1936 (45,98 %)
- эстонцы — 191 (4,53 %)
- Всего — 4210 человек.

В 1920 году в посёлке проживало: мужчин — 583, женщин — 842, всего — 1425 человек.
В 1923 году в посёлке проживало: мужчин — 643, женщин — 778, всего — 1421 человек.
Главными промыслами, по данным обследования за 1923 год, в Рябовской волости являлись: наём на сельхозработы, пастушество, лесные заготовки, драньё коры и лыка, пилка дров и брёвен, грибно-ягодный промысел, рыбная ловля, добыча и прессовка торфа, добыча песка и глины, ломка камня, печной, кровельный и плотничьи промыслы, плетение рыболовных сетей, работы на пороховых заводах, торговля садовыми ягодами, дровами и рыбой.
В 1923 году железнодорожная линия была перешита на широкую колею и спрямлена, вследствие чего южнее был построен новый вокзал для новой станции Всеволожской, а «градообразующее» здание старого вокзала на долгое время стало жилым домом. В том же году бывший театр С. В. Кяо сгорел.
По данным переписи населения 1926 года, дачный посёлок Всеволожский имел 406 домохозяйств и 1324 жителя.

ВСЕВОЛОЖСКИЙ — посёлок Всеволожского сельсовета, Ленинской волости, 406 хозяйств, 1324 души.

Из них: русских — 334 хозяйства, 1100 душ; финнов-ингерманландцев — 12 хозяйств, 41 душа; финнов-суоми — 3 хозяйства, 7 душ; немцев — 7 хозяйств, 25 душ; эстов — 20 хозяйств, 55 душ; поляков — 12 хозяйств, 42 души; латышей — 6 хозяйств, 24 души; литовцев — 1 хозяйство, 3 души; евреев — 1 хозяйство, 3 души; украинцев — 2 хозяйства, 4 души; белорусов — 5 хозяйств, 14 душ; грузин — 1 хозяйство, 2 души; французов — 1 хозяйство, 2 души; мадьяр — 1 хозяйство, 2 души. (1926 год)

В посёлке имелся телеграф и междугородный телефон. Жилых строений — 463, каменных — 3, деревянных — 457; торговых кооперативов — 3, частных магазинов — 3; шестилетняя школа I ступени и библиотека.
До 1927 года дачный посёлок Всеволожский был административным центром Ленинской волости Ленинградского уезда в которую вошли также территории Полюстровской и Оккервильской волостей.
С 1927 по 1930 год дачный посёлок Всеволожский — административный центр Ленинского района Ленинградского округа.
Кроме того, посёлок являлся административным центром Всеволожского сельсовета:
- по данным переписи населения 1926 года, в него входили: посёлок Всеволожский, совхоз «Приютино», коммуна «Рассвет», больница Рябовская и коммуна «Софиевка».
- по административным данным 1933 года, в него входили: дачные посёлки Всеволожский, Бернгардовка, Рябово, Ильинский и Марьино; деревни Новое Ковалёво и Смольная; выселок Смольная, общее население которых составляло 4765 человек[26].

В 1930 году посёлок вошёл в состав Ленинградского Пригородного района.
В мае 1932 года в посёлке открылся колхозный рынок. 
Согласно отчёту Ленинградского Пригородного райисполкома за 1931—1934 годы: «В течение года председателем Всеволожского сельсовета был кулак Штро». В эти же годы началась электрификация посёлка и открылся клуб.
Главная улица посёлка Всеволожский до 1934 года называлась Софийской, а затем была переименована во Всеволожский проспект. 
Население посёлка на 1 января 1936 года составляло 1841 человек.
До августа 1936 года дачный посёлок Всеволожский оставался центром Всеволожского сельсовета Ленинградского Пригородного района. В сельсовет входили 10 населённых пунктов, 95 хозяйств и 1 колхоз.
С 19 августа 1936 года дачный посёлок Всеволожский — административный центр Всеволожского района.
В 1920-е — 1930-е годы в посёлке жил драматург Е. Л. Шварц. Он жил близ станции Всеволожская на улице Константиновской, где находились несколько домов — дач Союза писателей. Здесь в 1938 году он работал над пьесой «Снежная королева».
В 1938 году население дачного посёлка Всеволожский насчитывало 2500 человек, из них русских — 2350 и финнов — 150 человек.
Изменение численности населения дачного посёлка Всеволожский:

### В рабочем посёлке (1938—1963)
27 ноября 1938 года дачный посёлок Всеволожский (в некоторых источниках упоминается как село Всеволожск) был объединён с соседними дачными посёлками Бернгардовка, Рябово, Ильинский, Марьино и преобразован в рабочий посёлок Всеволожский.
В центре посёлка, на Всеволожском проспекте, находилась дача композитора И. О. Дунаевского, избранного в июне 1938 года от Всеволожского района депутатом в Верховный Совет РСФСР первого созыва.
Первое картографическое упоминание топонима посёлок Всеволожский происходит в 1939 году на карте Ленинградской области, после преобразования его в рабочий посёлок.
По данным переписи населения 1939 года, население вновь образованного рабочего посёлка составляло 11 848 человек, при этом каждый из посёлков, вошедших в новый населённый пункт, не утратил своего исторического наименования, как микрорайон или исторический район города. Национальный состав посёлка Всеволожский согласно переписи: русские — 10 681, евреи — 223, финны — 220, украинцы — 176, эстонцы — 92, прочие — 456 человек.
Постановлением Леноблисполкома от 14 апреля 1939 года Всеволожский сельсовет был упразднён, его населённые пункты были переданы в подчинение вновь созданного Красногорского сельсовета; в то же время населённые пункты Романовского сельсовета: Всеволожский сельхозтехникум, колхоз «Коммуна-Труд», деревня Отрада и деревня Румболово — были переданы в состав вновь созданного Всеволожского поссовета.
Во время Великой Отечественной войны в посёлке Всеволожском были развёрнуты следующие медицинские учреждения:
- Эвакуационный госпиталь № 2009 (1941)
- Войсковой подвижной госпиталь № 95 (05.10.1941—15.11.1942)
- Инфекционный госпиталь № 855 (23.11.1941—01.01.1944)
- Отдельный медико-санитарный батальон № 324 (1941)
- Хирургический полевой подвижный госпиталь № 2234 (1941—1943)
- Терапевтический полевой подвижный госпиталь № 2315 (01.11.1943—14.11.1943)
- Эвакуационный госпиталь (легкораненых) № 2764 (20.12.1942—15.04.1943)
- Военно-морской госпиталь КБФ № 4 (08.1942—15.09.1942)
- Военно-морской госпиталь КБФ № 6 (1942)
- Корпусной подвижной госпиталь № 35 (1942)
- Полевой подвижный госпиталь № 85 (1942)
- Полевая ветеринарная лаборатория № 411 (1942)
- Эвакуационный госпиталь № 924 (01.05.1943—31.10.1943)
- Госпиталь для легкораненых № 4171 (15.04.1943—01.06.1943)[43][44].

После войны, на углу Сергиевской и Варшавской улиц снимала дачу поэтесса Ольга Фёдоровна Берггольц.
Изменение численности населения рабочего посёлка Всеволожский:
В 1963 году, после преобразования рабочего посёлка Всеволожский в город Всеволожск и поглощения соседних Рябова (мыза), Румболова, Приютина, Отрады и Мельничного Ручья, застройка в границах старого дачного посёлка Всеволожский приобрела статус микрорайона «Всеволожск», который, несмотря на кажущуюся тавтологию, имеет чёткие границы внутри города Всеволожска.

## Административное подчинение
Посёлок Всеволожский:
- с 1 марта 1917 года — в Рябовской волости Шлиссельбургского уезда.
- с 1 января 1918 года — во Всеволожской волости.
- с 1 января 1919 года — во Всеволожском поссовете Рябовской волости.
- с 1 февраля 1923 года — во Всеволожском поссовете Рябовской волости Ленинградского уезда.
- с 1 февраля 1924 года — во Всеволожском поссовете Ленинской волости.
- с 1 августа 1927 года — во Всеволожском сельсовете Ленинского района Ленинградского округа.

Дачный посёлок Всеволожский:
- с 1 мая 1930 года — во Всеволожском сельсовете Ленинского района Ленинградского округа.
- с 1 июля 1930 года — во Всеволожском сельсовете Ленинградского Пригородного района Ленинградской области.
- с 1 августа 1936 года — во Всеволожском сельсовете Всеволожского района, райцентр.

Рабочий посёлок Всеволожский:
- с 1 ноября 1938 года — во Всеволожском поссовете Всеволожского района, райцентр.
- с 1 февраля 1963 года — в составе города Всеволожска[46].

## Инфраструктура
В микрорайоне сосредоточено большинство административных зданий.
Застройка, несмотря на расположение в географическом центре города, преобладает индивидуальная, малоэтажная. Многоэтажная жилая застройка очаговая: четыре дома на Всеволожском проспекте, четыре на пересечении Всеволожского и Октябрьского проспектов, жилой комплекс на пересечении Октябрьского проспекта и улицы Варшавской, три дома повышенной комфортности на пересечении улицы Вахрушева и Колтушского шоссе.

## Достопримечательности
В микрорайоне сохранилось несколько «именных» домов дореволюционной постройки, большинство которых входит в список объектов культурного наследия Ленинградской области:
- Дом Буша (1908), ул. Варшавская, 2. Принадлежал тайному советнику А. Ю. Бушу. До революции в нём размещался детский приют, сейчас — Отдел по вопросам миграции УМВД России по Всеволожскому району. Состояние хорошее[48].
- Дом Свешникова (1901), Всеволожский пр., 27. Принадлежал купцу Ф. К. Свешникову. До революции в нём размещись гостииница и ресторан, сейчас — несколько магазинов. Состояние хорошее[49].
- Дом Хомякова (1912), ул. Заводская, 2. Принадлежал крестьянину Ярославской губернии Н. Н. Хомякову. До революции — жилой дом, в настоящее время здание руинировано, предполагается его реконструкция. В ряде документов встречается название — «дом купца Хомякова», но это ошибка, так как несмотря на то, что Н. Н. Хомяков держал мелочную мануфактурную торговлю, он принадлежал к сословию крестьян[50].
- Дом Штейнмейера (1903), Всеволожский пр., 44. Принадлежал санкт-петербургскому ремесленнику К.-Э. Ф. Штейнмейеру. До революции в нём размещалась пекарня и продовольственный магазин, сейчас — Издательский дом «Невская Заря». Состояние хорошее[51][52].

## Транспорт
В южной части микрорайона расположена железнодорожная платформа Всеволожская и автовокзал, обслуживающий следующие автобусные маршруты:
Городские:
- № 4 пл. Всеволожская — мкр. Южный, протяжённость 5 км
- № 5 пл. Всеволожская — пл. Всеволожская (круговой), протяжённость 5 км
- № 6 пл. Всеволожская — ЦРБ — мкр. Мельничный Ручей, протяжённость 9,5 км
- № 7 пл. Всеволожская — ЦРБ — Приютино, протяжённость 8,8 км
- № 8 пл. Всеволожская — Промзона «Кирпичный Завод», протяжённость 16 км
- № 9 пл. Всеволожская — мкр. Хутор Ракси, протяжённость 8 км
- № 10 пл. Всеволожская — мкр. Сельхозтехникум, протяжённость 4 км

Муниципальные:
- № 512 пл. Всеволожская — пос. им. Морозова, протяжённость 38 км
- № 601 пл. Всеволожская — пос. Углово, протяжённость 10,8 км
- № 601а пл. Всеволожская — пос. Романовка, протяжённость 7,9 км
- № 602 пл. Всеволожская — дер. Коккорево, протяжённость 34,5 км
- № 602а пл. Всеволожская — пос. Рахья, протяжённость 19,9 км
- № 603 пл. Всеволожская — пос. Красная Звезда, протяжённость 32 км
- № 604 пл. Всеволожская — Хапо-Ое — пос. Невская Дубровка, протяжённость 37,9 км
- № 607 пл. Всеволожская — дер. Лепсари, протяжённость 19,2 км
- № 618 пл. Всеволожская — т.ц. «„МЕГА“-Дыбенко».
- № 622 пл. Всеволожская — дер. Гарболово, протяжённость 72,48 км
- № 607 пл. Всеволожская — г. Сертолово, протяжённость 62,4 км[53].

Старый железнодорожный вокзал утрачен.

## Известные жители
- Оппель, Владимир Андреевич (1872—1932) — российский хирург, профессор, действительный статский советник, основатель хирургической научной школы, один из основоположников военно-полевой хирургии в СССР[54][55].
- Скоробогатов, Константин Васильевич (1887—1969) — российский и советский актёр театра и кино, театральный режиссёр, Народный артист СССР
- Форш, Ольга Дмитриевна (1873—1961) — русская советская писательница
- Шварц, Евгений Львович (1896—1954) — советский писатель, драматург